# Jalkut (Verlag)
Jalkut war ein kleiner jüdischer Verlag in Berlin in den 1920er Jahren.

## Geschichte
Bendit Kahan gründete 1920 den Verlag und die Buchhandlung Jalkut in Charlottenburg. Die offizielle Registrierung erfolgte am 4. Februar 1921. Ein Miteigentümer war in den ersten Jahren R. Kahan. Der Sitz war 1921 in der Kantstraße 139, später in der Kantstraße 64.
Im Verlag erschienen etwa 20 hebräische Bücher, dazu einzelne Titel in jiddischer und deutscher Sprache.
1926 erwarb Rubin Maß die Buchhandlung und führte sie unter eigenem Namen weiter. Er gab dort auch einzelne Publikationen heraus.
Bendit Kahan führte den Verlag Jalkut bis etwa 1930.

## Publikationen (Auswahl)
Deutsch
- William Rosenau, Jüdische Sitten und gottesdienstliche Gebräuche, 1926, 3., veränderte Auflage 1929, deutsch [übersetzt aus dem Englischen]
- Josef Lin, Die hebräische Presse. Entwicklung und Werdegang, 1928

Jiddisch
- Salman Schneur, Ahin, Roman, 1923 Digitalisat